# Zusätzliche Masse
Zusätzliche Masse (Englisch: added mass) oder virtuelle Masse ist ein physikalischer Begriff aus der Strömungslehre. Er bezeichnet die zusätzliche Trägheit eines Systems, die entsteht, weil ein beschleunigter oder abgebremster Körper einen Teil des Volumens des ihn umgebenden Fluids bewegen oder ablenken muss. Zusätzliche Masse tritt praktisch immer in Erscheinung, da ein Körper und das ihn umgebende Fluid denselben Raum nicht gleichzeitig ausfüllen können. Zur Vereinfachung kann angenommen werden, dass sich ein Teil des Fluids mit dem Körper mitbewegt. Dieses ist aber nur eine Vereinfachung, da in der Realität das ganze Fluid in unterschiedlichem Maße beschleunigt wird.
Die Größe der Dimension Zahl zusätzliche Massenkoeffizient (English: added mass coefficient) ist die zusätzliche Masse geteilt durch die Masse des vom Körper verdrängten Fluids – also die Dichte des Fluids mal dem Volumen des Körpers. Im Allgemeinen ist die zusätzliche Masse ein Tensor zweiter Ordnung, welcher die Beziehung zwischen dem Vektor der Beschleunigung des Fluids und dem Kraft Vektor auf den Körper beschreibt.

## Grundlagen
Das Konzept der zusätzliche Masse wurde 1828 von Friedrich Wilhelm Bessel vorgeschlagen, um die Bewegung eines Pendels in einem Fluid zu beschreiben. Die Periode eines Pendels ist gegenüber einer Bewegung im Vakuum erhöht (auch nach der Berücksichtigung von Auftriebs-Kräften), dieses lässt darauf schließen, dass das umgebende Fluid die effektive Masse des Systems erhöht.
Das Konzept der zusätzliche Masse ist wahrscheinlich das erste Beispiel einer Renormierung in der Physik. Das Konzept kann auch verstanden werden als ein klassisches Gegenstück zum quantenmechanischen Konzept der Quasiteilchen. Es sollte aber nicht verwechselt werden mit der Zunahme der Masse in der speziellen Relativitätstheorie.
Es wird oft irrtümlich behauptet, dass die zusätzliche Masse durch den Impuls des umgebenden Fluids bestimmt werde. Dass dieses nicht so ist, wird klar, wenn sich das Medium in einem großen Gefäß befindet, wo dessen Impuls zu jedem Zeitpunkt exakt null ist. Die zusätzliche Masse wird bestimmt durch den Quasi-Impuls: Die zusätzliche Masse mal der Beschleunigung des Körpers ist gleich der zeitlichen Ableitung des Quasi-Impuls des Fluids.

## Virtuelle Masse und Basset-Kraft
Die instationären Kräfte aufgrund einer Änderung der Relativgeschwindigkeit eines Körpers in einem Fluid können in zwei Teile aufgeteilt werden: den Beitrag der virtuellen Massen und die Basset-Kraft.
Die Ursache der Kraft ist, dass die vom beschleunigten Körper aufgebrachte Arbeit in kinetische Energie des Fluids umgewandelt wird.
Es kann gezeigt werden, dass die Kraft aufgrund der virtuellen Masse, für ein kugelförmiges Teilchen in einem reibungsfreien, inkompressiblen Fluid gegeben ist durch
{\displaystyle \mathbf {F} ={\frac {\rho _{\mathrm {c} }V_{\mathrm {p} }}{2}}\left({\frac {\mathrm {D} \mathbf {u} }{\mathrm {D} t}}-{\frac {\mathrm {d} \mathbf {v} }{\mathrm {d} t}}\right),}
dabei stehen fett gedruckte Symbole für Vektoren, {\displaystyle \mathbf {u} } ist der Geschwindigkeitsvektor des Strömungsfeldes, {\displaystyle \mathbf {v} } ist die Geschwindigkeit des kugelförmigen Teilchens, {\displaystyle \rho _{\mathrm {c} }} ist die Dichte des Fluids (kontinuierliche Phase), {\displaystyle V_{\mathrm {p} }} ist das Volumen des Teilchens und {\displaystyle {\tfrac {\mathrm {D} }{\mathrm {D} t}}} bezeichnet die Substantielle Ableitung.
Die Ursache der Bezeichnung „virtuelle Masse“ wird deutlich, wenn die Bewegungsgleichung des Körpers betrachtet wird.
{\displaystyle m_{\mathrm {p} }{\frac {\mathrm {d} \mathbf {v} _{\mathrm {p} }}{\mathrm {d} t}}=\sum \mathbf {F} +{\frac {\rho _{\mathrm {c} }V_{\mathrm {p} }}{2}}\left({\frac {\mathrm {D} \mathbf {u} }{\mathrm {D} t}}-{\frac {\mathrm {d} \mathbf {v} }{\mathrm {d} t}}\right),}
dabei ist {\displaystyle \sum \mathbf {F} } die Summe aller andere Kräfte auf den Körper, wie z. B. Schwerkraft, Druckgradient, Strömungswiderstand, dynamischer Auftrieb, Basset-Kraft usw.
Wird jetzt die Ableitung nach der Geschwindigkeit des Körpers auf die linke Seite der Gleichung verschoben, ergibt sich
{\displaystyle \left(m_{\mathrm {p} }+{\frac {\rho _{\mathrm {c} }V_{\mathrm {p} }}{2}}\right){\frac {\mathrm {d} \mathbf {v} _{\mathrm {p} }}{\mathrm {d} t}}=\sum \mathbf {F} +{\frac {\rho _{\mathrm {c} }V_{\mathrm {p} }}{2}}{\frac {\mathrm {D} \mathbf {u} }{\mathrm {D} t}},}
der Körper wird also so beschleunigt, als hätte er eine zusätzliche Masse so groß wie die halbe Masse des verdrängten Fluids. Dazu kommt eine zusätzliche Kraft auf der rechten Seite aufgrund der Beschleunigung des Fluids.

## Anwendungen
Die zusätzliche Masse kann in die meisten physikalischen Gleichungen aufgenommen werden, indem die effektive Masse als Summe der Masse und der zusätzliche Masse betrachtet wird. Die Summe wird üblicherweise als "virtuelle Masse" bezeichnet.
Der einfache Ausdruck der zusätzliche Masse für einen kugelförmigen Körper erlaubt es das 2. Newtonsche Gesetz in der folgenden Form zu schreiben: 
Aus       {\displaystyle F=m\,a}       wird       {\displaystyle F=(m+m_{\text{added}})\,a.}
Für beliebige Körper ist der Zusammenhang zwischen Kraft und Beschleunigung komplexer, eine Beschleunigung in einer Richtung kann auch zu Kräften in anderen Richtungen führen. Es ist dann sinnvoll, Kraft und Beschleunigung als sechsdimensionalen Vektor darzustellen. Die ersten drei Komponenten enthalten Kraft und Beschleunigung, die anderen drei Drehmoment und Winkelbeschleunigung. Die zusätzliche Masse wird dann ein Tensor (der "induced mass tensor"), seine Komponenten sind abhängig von der Bewegungsrichtung des Körpers. Nicht alle Elemente dieses Tensors haben die Dimensionen einer Masse, einige haben die Dimension Masse × Länge und andere Masse × Länge2.
Alle Körper, welche in einem Fluid beschleunigt werden, unterliegen der zusätzliche Masse. Da die zusätzliche Masse aber von der Dichte des Fluids abhängig ist, wird dieser Effekt meistens vernachlässigt, wenn Körper in einem Fluid mit erheblich niedrigerer Dichte fallen. In den Fällen, bei denen die Dichte des Fluids vergleichbar oder größer als die Dichte des Körpers ist, kann die zusätzliche Masse größer als die Masse des Körpers werden. Wird diese jetzt vernachlässigt, kann es zu signifikanten Fehlern in Berechnungen kommen.
Es kann gezeigt werden, dass die zusätzliche Masse einer Kugel (mit Radius {\displaystyle r}) bei Potentialströmung gegeben ist durch {\displaystyle {\tfrac {2}{3}}\pi r^{3}\rho _{\text{fluid}}}. Eine kugelförmige Luftblase, die im Wasser aufsteigt, hat daher eine Masse von {\displaystyle {\tfrac {4}{3}}\pi r^{3}\rho _{\text{air}}} aber eine zusätzliche Masse von {\displaystyle {\tfrac {2}{3}}\pi r^{3}\rho _{\text{water}}}. Da Wasser ungefähr 800-mal dichter ist als Luft (bei Standardbedingungen), ist die zusätzliche Masse in diesem Fall ungefähr 400-mal größer als die Masse der Blase.

### Schiffbau
Diese Gesetzmäßigkeiten gelten auch für Schiffe, U-Boote und Bohrinseln. Bei der Planung von Schiffen ist es notwendig, die Energie einzubeziehen, die benötigt wird, um die zusätzliche Masse zu beschleunigen. Bei Schiffen kann die zusätzliche Masse schnell ¼ oder ⅓ der Masse des Schiffes betragen. Sie hat daher einen wesentlichen Anteil an der Trägheit; dazu kommt der Strömungswiderstand aufgrund von Reibung und Wellenwiderstand.
In Luftfahrzeugen (ausgenommen Luftfahrzeuge die leichter als Luft sind wie Ballons und Luftschiffe) wird die zusätzliche Masse üblicherweise nicht berücksichtigt, da die Dichte der Luft vernachlässigbar gering ist.